# Gaëtan Delaunay
 (mai 2025).
Pour les articles homonymes, voir Delaunay.
Charles Gaëtan Delaunay, né en 1847 à Tours (Indre-et-Loire) et mort le 2 octobre 1885 à Paris 16e, est un médecin et anthropologue français.

## Biographie

### Formation et carrière
Né en 1847, Gaëtan Delaunay commence ses études au Collège de Tours puis étudie le droit. Après avoir obtenu sa licence, il déménage à Paris pour s'orienter vers des études de médecine et de sciences naturelles, mais la guerre avec la Prusse en 1870 l'oblige à stopper son activité pour être mobilisé comme ambulancier. Après le conflit, il rentre à Paris pour passer son doctorat et terminer ses études. Durant ses recherches, il suit les cours et s'inspire des travaux de l'anthropologue Paul Bert auquel il voue une grande admiration.
Durant ses années de profession de la médecine, il ouvre un dispensaire destiné à donner des soins aux pauvres et aux malades. Membre de la Commission des logements insalubres et de la Société d'anthropologie de Paris, il donne de nombreuses conférences notamment à l'Académie des sciences morales et politiques, écrit des comptes rendus académiques et tiens une chronique judiciaire pour le journal La République française.
Il meurt en 1885 de maladie.

### Œuvre scientifique
Dans la lignée des travaux de son maître Paul Bert sur les races humaines, leur classification et leur hiérarchie, Delaunay publie des articles dans la Revue scientifique de la France et de l'étranger sur ces sujets, mais aussi des textes sur les facultés intellectuelles de la femme ainsi que des articles attaquants la Religion.

#### Sur les femmes
Dans ses écrits, il parle des femmes comme « petites, faibles, lymphatiques, peu intelligentes » et incapables de s’exercer à des raisonnements complexes, du fait d’une masse volumique de leur crâne plus faible et d'une physiologie inférieure aux hommes.

#### Sur les races
Dans un texte intitulé De l'égalité et de l'inégalité des individus paru en 1882 dans La Revue scientifique, Delaunay va, dans la continuité de ses prédécesseurs, détailler et expliquer les différences morales et physiologiques entre races supérieures et inférieures en se basant notamment sur craniologie (science basée sur l'étude de la forme et des variations du crâne humain) et l'étude des mœurs. Il écrit donc que : 

« Au point de vue moral, tout les sauvages sont égoïstes, immoraux et commettent couramment tous les crimes : vol, viol, assassinat. Les nations civilisées ont quelques criminels comparable aux sauvages, mais elles comptent un grand nombre d'individus moraux. Enfin au niveau intellectuel, les sauvages sont tous plus ou moins stupides, tandis que les civilisés se composent de brutes semblables au sauvages, de gens à l'esprit médiocre, d'individus intelligents et d'hommes supérieurs (...) Tous les nègres sont fétichistes, tous les arabes sont musulmans ; les Français se divisent en catholiques ou libéraux, protestants, libres penseurs, athées. »

 En conclusion de son texte, il en arrive à postuler que « l'égalité physique, morale et intellectuelle caractérisent les individus inférieurs (espèces, races, variétés inférieures, femmes, enfants, faibles de corps ou d'esprit) tandis que l'inégalité s'observe chez les individus supérieurs ou arrivés au terme de leur évolution (espèces, races, variétés supérieures, hommes, adultes, forts, individus intelligents). »

#### Sur les religieux
Dans son livre Histoire naturelle du dévot, Delaunay écrit que : 

« Les religieux sont des individus en retard au point de vue de l'évolution. Ils ont des membres supérieurs très longs, signe d'infériorité qu'on observe chez les nègres et les singes, qui peuvent se gratter les genoux sans se baisser. »

. La fin de son raisonnement l'amène à conclure l'infériorité morale et intellectuelle des religieux par rapport à la majorité de la population, et que ces « hommes du moyen âge qui sont en retard au moins de sept cents ans sur leurs contemporains actuels », ne devraient pas être amenés à participer « au pouvoir, à la gestion des affaires, intérieures et extérieures, à l'éducation des enfants, à l'assistance publique, etc.. »

## Œuvres
- Programme de sociologie ou d'histoire naturelle des sociétés, éditions L. Hurtau, Paris, 1872
- Biologie comparée du côté droit et du côté gauche chez l'homme et chez les êtres vivants, Tome 1, éditions Blanpain, Paris, 1874 - Tome 2, éditions Blanpain, Paris, 1878
- Histoire naturelle du dévot, impr. Debons, Paris, 1879
- Histoire naturelle du dévot, éditions Strauss, Paris, 1880
- Mémoire sur l'infériorité des civilisations précoces, éditions Maisonneuve, Paris, 1881
- De la Disparition des êtres supérieurs, impr. de A. Hennuyer, Paris, 1884
- Sur la beauté, impr. de A. Hennuyer, Paris, 1885